# Chaire d'excellence
 (mars 2023).
Si vous disposez d'ouvrages ou d'articles de référence ou si vous connaissez des sites web de qualité traitant du thème abordé ici, merci de compléter l'article en donnant les références utiles à sa vérifiabilité et en les liant à la section « Notes et références ».
Présentées en octobre 2008 par la ministre française Valérie Pécresse, les chaires d'excellence (officiellement appelées « chaires mixtes ») offrent à de jeunes enseignants-chercheurs une prime annuelle de 6 000 à 15 000 euros et une enveloppe financière de 10 000 à 20 000 euros annuels pour mener à bien leurs travaux. Elles ont pour but de rendre la carrière universitaire plus attractive.
Elles sont destinées aux jeunes maîtres de conférences et chargés de recherche. Elles constituent une des mesures de revalorisation des carrières des chercheurs d'un à quatre ans d'expérience.
Ils bénéficient pendant cinq ans (durée renouvelable une fois selon la note d'orientation du 9 décembre 2008 et la convention signée par le CNRS avec les Universités) d'une décharge de deux tiers de leur temps d'enseignement afin de mener leurs recherches.
Les chaires d'excellence sont gérées par les organismes de recherche et les universités. Elles représentent un budget de 4,5 millions d'euros.

## Polémiques
Pour éviter aux organismes de recherche de geler des recrutements pour les financer la ministre Valérie Pécresse a confirmé le 2 avril 2009 aux directeurs des organismes de recherche que le ministère de l'enseignement supérieur et de la recherche financera directement les chaires d'excellence. La dizaine d'organismes de recherche, dont le CNRS ou l'Inserm, ont ainsi pu ouvrir  130 postes de chercheurs aux concours de recrutement.